# Wilhelm Heinrich Ruoff
Wilhelm Heinrich Ruoff (heimatberechtigt in Oberengstringen; * 3. Juni 1906 in Zürich; † 14. September 1980 in Zollikon) war ein Schweizer Rechtshistoriker, Genealoge und Hochschullehrer.

## Leben
Nach einem Jus-Studium und einem Studium der historischen Hilfswissenschaften wurde Ruoff 1940 bei Hans Oppikofer mit einer Arbeit über «Die Zürcher Räte als Strafgericht und ihr Verfahren bei Freveln im 15. und 16. Jahrhundert» promoviert. Ruoff bewarb sich als Schweizer Anhänger des Nationalsozialismus Ende 1942 bei der Forschungsgemeinschaft Deutsches Ahnenerbe und wurde von Wolfram Sievers im März 1943 für den «sippenkundlichen» Einsatz in den Niederlanden vorgesehen. 1944 beteiligte er sich an der Gründung des «Verbands Schweizerischer Berufsfamilienforscher» und war nachfolgend dessen erster Vorsitzender.
Er betreute durch den seit den 1930er Jahren bestehenden Kontakt zu Eduard August Rübel das Familienarchiv der Zürcher Familie Rübel, in deren Geschichte er sich einarbeitete und über die er publizierte. Am «Geobotanischen Forschungsinstitut Rübel» übernahm er auch für ihn fachfremde Arbeiten. Ab Mitte der 1950er Jahre wirkte er an Seminaren der Rechts- und Sozialwissenschaftlichen Fakultät der Universität Zürich mit, später übernahm er dort auch Lehraufträge. Zudem gab er Kurse an der Volkshochschule von Zürich. Gemeinsam mit Leo Weisz und Karl Siegfried Bader rief er 1954 einen Fachkreis für Rechtshistoriker ins Leben, die Zürcher Ausspracheabende zur Rechtsgeschichte (ZAA). 1964 erhielt er eine Assistenzprofessur an der Juristischen Fakultät der Universität Zürich und lehrte bis 1975 über allgemeine Rechtsgeschichte und die Rechtsgeschichte Zürichs.
Er publizierte über Genealogie, Strafrechtsgeschichte und Heraldik. Seine Schriften befassten sich immer wieder mit Zürcher Familien, wie den Akeret, Bodmer, Däniker, Hess und Steiner. Seine umfassenden Forschungen zum Richtebrief konnte er nicht mehr abschliessen.

## Publikationen

### Monographien
- Von ehrlichen und unehrlichen Berufen, besonders vom Scharfrichter und Wasenmeister im alten Zürich. Zürich 1934.
- mit Wilhelm Heinrich Helmerking: Die wichtigsten sippenkundlichen Quellen der zürcherischen Landschaft in öffentlichem Besitz. In: Veröffentlichungen der Schweizerischen Gesellschaft für Familienforschung. 1, 4. Bern 1937.
- Die Zürcher Räte als Strafgericht und ihr Verfahren bei Freveln im 15. und 16. Jahrhundert. Zürich 1941.
- Stammliste der Familie Hess von Zürich, ursprünglich Schmid genannt Hess aus Reutlingen. Zürich 1959.
- mit Ernst Kummer: 150 Jahre Reishauer AG. Reishauer AG, Zürich 1964.
- mit Eduard Rübel: Nachfahrentafeln Rübel. Band Zürich-Bern. Berichthaus, Zürich 1977.

### Sammelbände
- gemeinsam mit Ferdinand Elsener: Festschrift Karl Siegfried Bader. Rechtsgeschichte, Rechtssprache, Rechtsarchäologie, rechtliche Volkskunde. Zürich 1965.

### Beiträge in Zeitschriften und Sammelwerken
- Der Blut- oder Malefizrat in Zürich von 1400–1798. In: Archiv des Historischen Vereins des Kantons. 44. Jg., Nr. 2, Bern 1958.
- Die Wappen der ehemaligen Vorortsgemeinden Schwamendingen, Örlikon, Seebach und Affoltern. In: Neujahrsblatt Zürich. Nr. 11, 8. Jg., 1965.
- Der Richtebrief von Zürich und sein Verhältnis zur Richtebriefgruppe Konstanz, St. Gallen, Schaffhausen. In: Schaffhauser Beiträge zur vaterländischen Geschichte. Nr. 43, 1966.
- Die Hauptgrube. Eine wenig bekannte Enthauptungsstätte. in: Zeitschrift der Savigny-Stiftung für Rechtsgeschichte. Germanistische Abteilung,  Bd. 86, 1969, S. 198–225.
- Eine späte Rechtssagenbildung. In: Zeitschrift der Savigny-Stiftung für Rechtsgeschichte. Germanistische Abteilung, Bd. 92, 1975, S. 201–209.
- Liste der Nachfahren von Heinrich Hess-Schulthess [von Zürich] (1741–1770) und Christoph Tobler-Schulthess [von Zürich] (1743–1823). In: Nachfahrentafel Rübel. Band 2: Bern-Zürich. Zürich 1977.